# Meristomeringina praestigiator
Meristomeringina praestigiator är en tvåvingeart som beskrevs av Norman E. Woodley 1987. Meristomeringina praestigiator ingår i släktet Meristomeringina och familjen vapenflugor. Inga underarter finns listade i Catalogue of Life.